# Veronica Toro Arana
Veronica Toro Arana, född 5 augusti 1994 i San Juan, är en puertoricansk roddare.
Vid olympiska sommarspelen 2020 i Tokyo slutade Toro Arana på fjärde plats i D-finalen i singelsculler, vilket var totalt 22:a plats i tävlingen.